# Санта Сусана (Калифорнија)
Санта Сусана (енгл. Santa Susana) насељено је место без административног статуса у америчкој савезној држави Калифорнија.

## Демографија
По попису из 2010. године број становника је 1.037.
| Група             | 2000.    | 2010.       |
| Белци             | 0 (0,0%) | 796 (76,8%) |
| Афроамериканци    | 0 (0,0%) | 17 (1,6%)   |
| Азијати           | 0 (0,0%) | 23 (2,2%)   |
| Хиспаноамериканци | 0 (0,0%) | 156 (15,0%) |
| Укупно            | 0        | 1.037       |